# Рельеф Польши

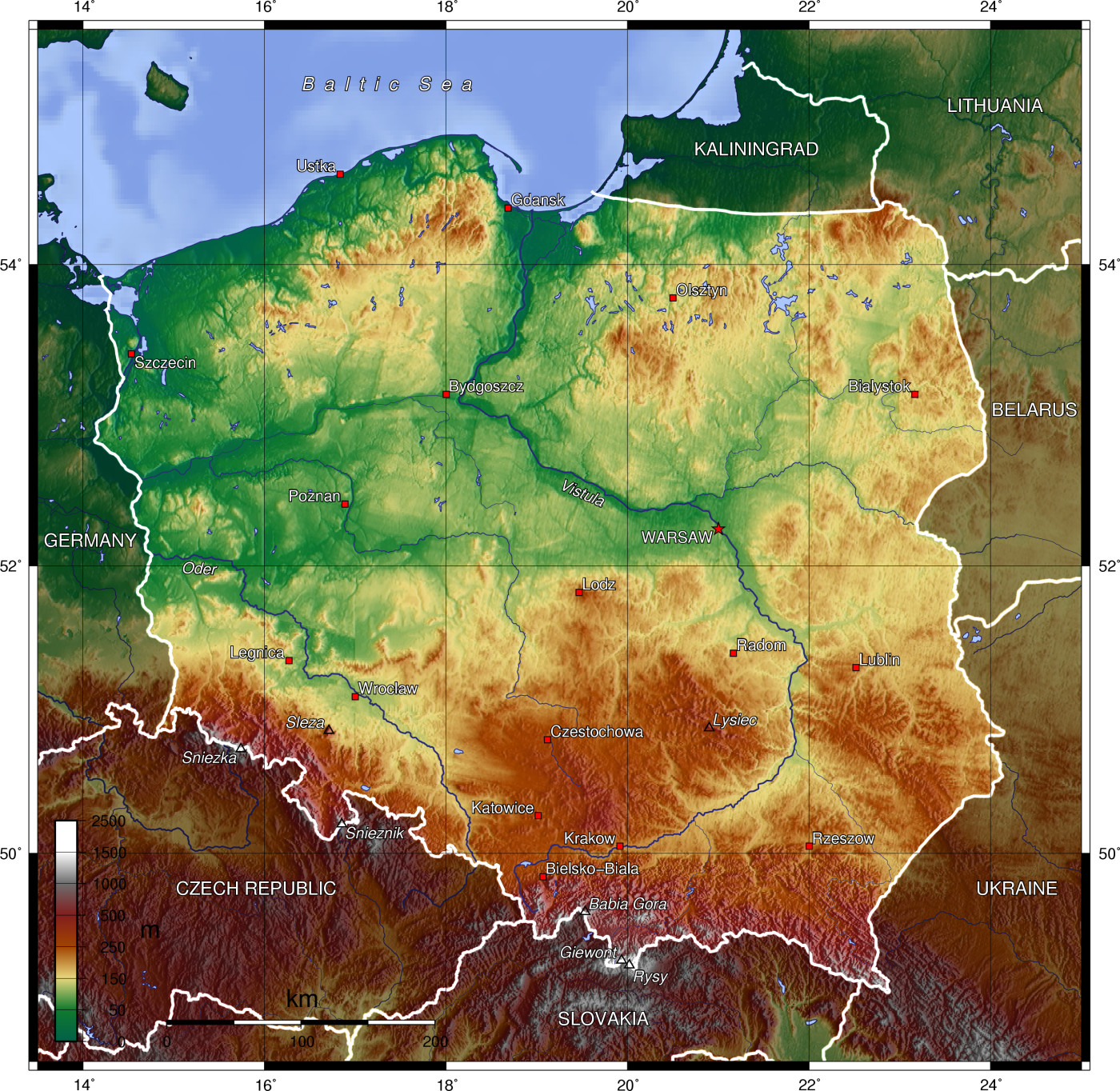
Топографическая карта Польши

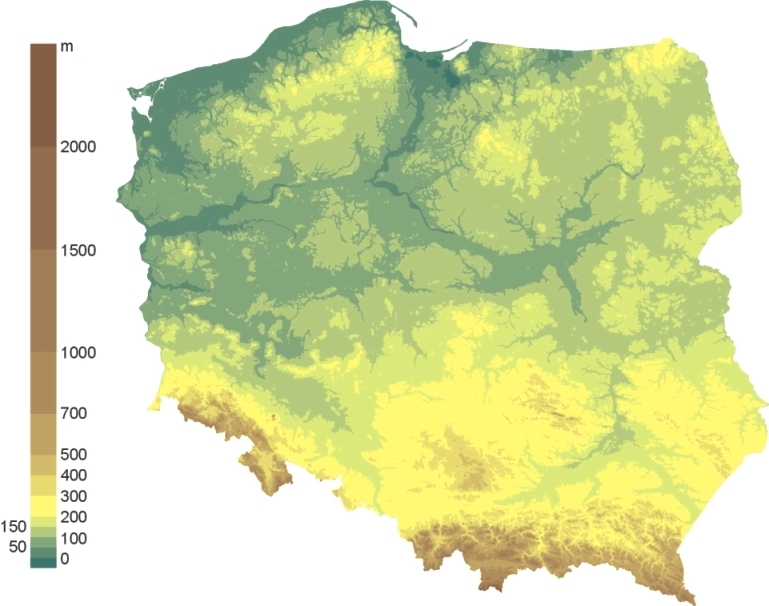
Гидрометрическая карта Польши

Около 3/4 площади страны занимают низменности (г.ч. на севере и западе). На севере — Балтийская гряда (высота до 329 м). На юге и юго-востоке они сменяются Силезско-Малопольским поднятием с невысокими (до 600 м) Свентокшискими горами и в основном плоской Люблинской возвышенностью. Вдоль вост. границ простираются горы Судеты (высота до 1602 м, г. Снежка) и Карпаты (высота до 2499 м, г. Черты в массиве Татры) с передовой грядой Зах. и Вост. Бескид.
Судеты, расположенные вдоль границы Польши и Чехии, представляют собой ряд невысоких гор (до 1520 м).
Вблизи городов Валбжих и Клодзко в этих горах находится Нижнесилезский каменноугольный бассейн. К востоку от моравского Ворот (низовье между Судетами и Карпатами) расположены Карпаты. Эти горы в целом выше Судет; в районе Высоких Татр их максимальная высота 2499 м. Только Высокие Татры в Польше имеют острые горные пики, глубокие ущелья и ледниковые формы рельефа в гребневой зоне. Более низкие цепи Карпат, называемые Бескидами, имеют округлые формы и в значительной части покрыты лесами. Севернее цепь гор выделяются Силезия и Малая Польша. Оба района имеют холмистый рельеф. В Верхней Силезии расположен один из крупнейших в Европе каменноугольных бассейнов.
Большую часть центральной Польши занимают преимущественно луговые Великопольское-Куявско и Мазовецко-Подляшская низменности.
Севернее Великой Польши и Мазовии лежат Поморское и Мазурское поозерье. Как и для всей юго-восточной Прибалтики, для севера Польши характерен рельеф, который сформировался в ледниковый период. Огромные ледниковые языки наползали на эту равнину из Скандинавии на протяжении долгого времени почти миллиона лет. После того как они растаяли, остался толстый слой глины, песка и гравия, который простирался от балтийского побережья далеко на юг и полностью уничтожил следы доледникового ландшафта.
В конце ледникового периода реки, образовавшиеся от талой воды, потекли к Балтийскому морю через территорию Центральной Польши по широким заболоченным долинам. Они хорошо прослеживаются на равнине. В одной из таких ледниковых долин сейчас текут реки Буг и Висла, а в другой — Варта и Одра.
К северу от ледниковых долин образовались холмистые гряды широтного простирания — морены. Наиболее известен мореный пояс Балтийской гряды, который тянется к северу от Берлина, Познани и Варшавы. Эта моренная гряда поднимается до высоты 300 м над уровнем моря В моренные зоне много озер. Крупные озера — Снярдвы и Мамры в Мазурском поозерье.